# 神圣文明的隐秘
《神圣文明的隐秘》是阿博都巴哈以匿名写给波斯帝国的统治者的信，但是可以被任何社会的发展改革所借鉴。其被认为是巴哈伊信仰的权威文本。这部作品于1882年在孟买出版，并在伊朗以《关于文明的论文》广泛传播。

## 背景
最初，该书并未署名。1910年在伦敦、1918年在芝加哥以一位杰出的巴哈伊哲学家所著的《文明的神秘力量》的标题首次发行英文版本。
彼得·史密斯说，“这本书的撰写之时，伊朗似乎可能进行真正的改革。因为米尔扎·侯赛因·汗仍具有政治影响力，且納賽爾丁·沙刚刚首次访问欧洲“。改革进程在1870年代后期逐渐停滞，阿博都巴哈（Abdu'l-Bahá）并没有按照他的计划就教育等相关主题撰写其他书籍。
这本书在旨在改善波斯的落后情况，当时非常知名。作者时常涉及当时的热点问题，例如是实行现代化并接西方技术，还是拒绝西方文化并依靠波斯和伊斯兰世界发展技术。